# Ay, Ay, Mamà
Ay, Ay, Mamà è il quarto album in studio di Carmen Russo, contenente sette brani, tra cui 2 cover: Acqua azzurra, acqua Chiara, di Lucio Battisti, e Piove di Jovanotti.

## Tracce
1. Ay, Ay, Mama – 2:40
2. Acqua Azzurra Acqua Chiara – 4:15
3. Piove – 3:24
4. L'Estate sta Finendo – 2:05
5. Adelante Trance – 6:00
6. La New Dance – 3:21
7. Solo con Te – 3:12

## Formazione
- Carmen Russo – voce
- Massimo Luca – chitarra
- Fabrizio De Rossi Re – tastiera
- Roberto Costa – basso
- Mario Fasciano – percussioni